# جمهورية الكونغو الديمقراطية في الألعاب الأولمبية
الكونغو الديمقراطية في الألعاب الأولمبية تقوم اللجنة الأولمبية الكونغولية الديمقراطية بالإشراف في شؤون مشاركة الكونغو الديمقراطية في الألعاب الأولمبية، شاركت الكونغو الديمقراطية أول مرة في الألعاب الأولمبية في دورة 1968 في مكسيكو في المكسيك، لم تفز الكونغو الديمقراطية في مشاركاتها في الألعاب الأولمبية بأي ميدالية حتى الآن.